# Stazione di Larino
La stazione di Larino è una stazione ferroviaria della ferrovia Termoli-Campobasso a servizio dell'omonimo comune.

## Movimento
La stazione è servita dalle quattro corse giornaliere sulla relazione Campobasso-Termoli. Dal 9 dicembre 2016 al 9 agosto 2020 la circolazione ferroviaria è stata sospesa a causa di lavori di potenziamento infrastrutturale sulla linea. Il servizio è stato garantito attraverso gli autobus sostitutivi.

## Servizi
La stazione, che RFI classifica nella categoria "Bronze", dispone di:
- Biglietteria self-service
- Sala d'attesa